# Christensenia assamica
Christensenia assamica là một loài dương xỉ trong họ Marattiaceae. Loài này được Griff. Ching mô tả khoa học đầu tiên năm 1958.